# Zygmunt William Birnbaum
Zygmunt William Birnbaum (Leópolis, 18 de outubro de 1903 — Seatle, 15 de dezembro de 2000) foi um matemático ucraniano.
Obteve um doutorado em 1929 na Universidade de Leópolis, orientado por Hugo Steinhaus.